# Famille Lentaigne
La famille Lentaigne (ou de Lentaigne ou Lanteigne) est une famille originaire de Saint-Germain-de-Tallevende-la-Lande-Vaumont en Normandie dont la postérité nombreuse réside aujourd'hui en France, en Irlande, au Royaume-Uni et au Canada.
La branche subsistante en France, les Lentaigne de Logivière, a été anoblie au XVIIIe siècle et fait partie des familles subsistantes de la noblesse française.
La branche subsistante au Royaume-Uni, les Lentaigne of Tallaght, émigrée de France au moment de la Révolution française, fait partie de la gentry, la noblesse terrienne anglaise.

## Histoire
Les premiers Lentaigne connus sont propriétaires de moulins à papier et exercent la profession de maîtres papetiers dans les environs de Saint-Germain-de-Tallevende-la-Lande-Vaumont en Normandie,. L'ancêtre commun à toutes les branches, Michel Lentaigne (ca 1580-ca 1669), sieur du Fresnes, est marié à Françoise de Malherbe.
Il eut pour fils Jean de Lentaigne (1614-1689), sieur du Fresnes et de la Championnière, avocat au bailliage de Mortain, qui fut à l'origine de la branche canadienne. Ses petits-fils, Louis, Julien et Jean-Michel, émigrèrent en effet tous trois au Québec en 1755. En 1784, Louis obtient du gouverneur anglais de la Nouvelle-Écosse la plus grande concession individuelle de la « Grande Grant ». La branche canadienne se développe alors dans les environs de Caraquet, où elle est toujours représentée aujourd'hui.
Son autre fils, également appelé Michel (1624-1695), sieur de la Mine, des Moulins et de la Croix de Tallevende, est quant à lui l'ancêtre commun aux branches subsistantes en France et au Royaume-Uni. Le petit-fils de Michel II, Pierre (1687-1734), acquiert en 1730 la charge de receveur des Tailles de l'élection de Mortain, que sa descendance tient jusqu'à la Révolution. Son fils, François-Jean Lentaigne (1711-1781), obtient la seigneurie de Logivière grâce à son mariage avec Gillette de Fleury (1712-1795), avant d'acquérir en 1781 une charge de conseiller-secrétaire du Roi en la chancellerie près le Parlement de Normandie et de mourir en charge la même année, apportant la noblesse héréditaire à sa descendance,.
La branche anglaise est quant à elle issue de Benjamin Lentaigne, émigré en Irlande en 1792. Comptant deux membres faits chevalier, respectivement en 1880 et en 1910, elle s'était vue officiellement reconnaître en 1862 ses armoiries, signant son appartenance à la gentry.

## Filiation simplifiée
- Michel I Lentaigne (1580-1669), sieur du Fresnes, épouse Françoise de Malherbe.
  - Jean de Lentaigne (1614-1689), sieur du Fresnes et de la Championnière, épouse Anne-Louise Ferrey, d'où la branche Lanteigne du Canada.
  - Michel II Lentaigne (1624-1695), sieur de la Mine, des Moulins et de la Croix de Tallevende, bourgeois de Vire, épouse Madeleine Brenet.
    - Richard Lentaigne ( - 1720), sieur de la Croix et de la Mine, épouse Jeanne Hayes de Sorières.
      - Pierre Lentaigne (1687-1733), sieur de la Croix, receveur des tailles de l'élection de Mortain, épouse en 1710 Marie-Madeleine Le Roy de la Chapronnière, d'où la branche Lentaigne de Logivière.
      - Jean-François Lentaigne (1699-1780), négociant à Caen, capitaine de la milice bourgeoise, épouse en 1722 Marie-Anne Le Hot du Férage, d'où la branche Lentaigne of Tallaght.

## Personnalités

### Branche française de Lentaigne de Logivière
- François-Jean Lentaigne (1711-1781), écuyer, seigneur de Logivière, de la Boutelière et autres terres. Avec dispense d'âge accordée par le roi, il succède à son père en 1733 dans la charge de receveur des Tailles de l'élection de Mortain. Il achète une charge anoblissante de conseiller-secrétaire du roi en décembre 1780, il prête serment le 31 janvier 1781, il meurt le 29 juin suivant revêtu de sa charge ce qui permet à sa descendance d'être de noblesse héréditaire. Grâce à son mariage avec Gillette de Fleury, fille de Guy, seigneur de la Riffaudais, il obtient la seigneurie de Logivière, autrefois propriété de David Rivault de Fleurance, précepteur de Louis XIII[12].
- Jean-Baptiste Lentaigne (1740-1801), fils du précédent, chevalier, seigneur de Montaudin, des Aunays et de la Boutelière. Il est officier au 7e régiment de dragons de Monsieur, frère du roi puis écuyer de la Garde ordinaire du roi[13].
- Jacques-Guy Lentaigne de Logivière (1769-1839), neveu du précédent, maire de Caen entre 1806 et 1816 et de Soliers de 1823 à 1831, chevalier de la Légion d'honneur.
- Marie-Thérèse Colas des Francs née Lentaigne de Logivière (1922-2017)[14], chevalier de la Légion d'honneur, croix de guerre 1939-1945 (France), médaille militaire. Résistante, elle est agent de liaison de Georges Revers, chef de l'Organisation de résistance de l'Armée (ORA)[15]. Sa sœur Edith (1924-2023) fut également résistante[16].

### Branche irlandaise et anglaise
- Jacques Lentaigne (1731-1802), prêtre. Il est recteur de l'Université de Caen en 1762, en 1763 et en 1767, où il enseigne en sa qualité de docteur en théologie[17]. Il est également le dernier curé de l'Église du Vieux Saint-Sauveur de Caen, jusqu'à sa fermeture en 1791. Il est connu comme un rigoriste notoire, proche du courant janséniste, qui s'opposa notamment à l'évêque Pierre-Jules-César de Rochechouart. Rédacteur des cahiers de doléances du clergé en 1789, il est l'un des instigateurs de la Déclaration de l'Université du 25 mai 1791 contre le serment des prêtres et la Constitution civile du clergé[18]. Recherché comme réfractaire, il émigre avec son petit-neveu, qui suit, à Jersey puis en Irlande où il meurt[19].
- Benjamin Lentaigne (1773-1813), royaliste français et fervent soutien de Louis XVI. Deux de ses frères, Jean-François et Joseph, sont arrêtés et guillotinés à Paris le 13 juillet 1794 en raison de leurs opinions contre-révolutionnaires[20]. Benjamin quant à lui se propose, avec quelque mille autre royalistes, pour servir d’otages, en échange de la libération de Louis XVI[21]. Émigré en Irlande, il devient chirurgien. De son mariage avec Marie-Thérèse O'Neil, issue de l'illustre famille des Uí Néill par la branche Clandeboye, il a quatre enfants.
- Le très honorable Sir John-Francis-Nicholas Lentaigne of Tallaght (1803-1886), fils du précédent. Il prend le nom de Tallaght d'une résidence qu'il possède près de Dublin. En 1844, il est haut-shérif de Monaghan. Entre 1854 et 1877, il est inspecteur général des prisons en Irlande. Chevalier de l'Ordre de Pie IX, il est fait chevalier en 1880. En 1886, l'année de sa mort, il devient membre du Conseil privé d'Irlande[22].
- Sir John Vincent Lentaigne (1855-1915), fils du précédent, chirurgien anglais. Président du Collège royal de chirurgie en Irlande entre 1908 et 1910 [23], il est adoubé en 1910.
- Walter Lentaigne (1899-1955), petit-fils du précédent, lieutenant général (général de corps d'armée) de l'Armée britannique. Ayant participé à la Troisième guerre anglo-afghane et à la Seconde Guerre mondiale, il est surtout connu pour avoir pris le commandement des Chindits après la mort du général Orde Charles Wingate.
- Charles-Nugent Lentaigne (1901-1981), frère du précédent, commander (capitaine de frégate) dans la Royal Navy. Il commande successivement le HMS Cygnet entre 1934 et 1936, le HMS Gurkha de 1940 jusqu'à son naufrage en 1942, le HMS Dasher entre 1942 et 1943 et le HMS Theseus entre 1951 et 1952. Nommé en 1945 au quartier général de l'amiral Chester Nimitz, il devient en 1945 le chef d'état-major du Gouverneur de Hong Kong. Il est chargé entre 1948 et 1951 de la réorganisation de l'aviation canadienne[24].

### Branche canadienne
- Abbé Lanteigne (1964 - ), chef d'antenne du Téléjournal/Acadie.

## Alliances notables
Les principales alliances de la famille de Lentaigne de Logivière sont : de Malherbe, de Fleury (1734), de Pracomtal (1765), Le Féron de Longcamp (1797), Le Jolis de Villiers (1822), Doynel de Montécot (1850), de Chaumontel (1827 et 1853), Ribard (1885), de Beaunay (1893), Briet de Rainvilliers (1927), Colas des Francs (1950), de Semallé (1954), Poulpiquet de Brescanvel (1960), de Fontanges, Esquirol (1993).
Les principales alliances de la famille Lentaigne of Tallaght sont : O'Neil (1799), Bunbury (baronets) (1919), Lascelles (earl of Harewood) (1948).

## Pour approfondir